# یارنووتووک
یارنووتووک (به لاتین: Jarnołtówek) یک روستا در لهستان است که در گمینا گووخووازه واقع شده‌است. یارنووتووک ۸۲۰ نفر جمعیت دارد.